# 한지륜
한지륜(1996년 8월 22일 ~ )은 대한민국의 축구 선수로, 포지션은 미드필더이다.

## 축구인 경력
한지륜은 2015년 한남대학교 축구부에 입단하였다. 2017년 2월 20일 고려대학교 축구부와의 U리그 32강전에 출전하였다.
2017년 12월 12일 K리그 챌린지의 서울 이랜드 FC에 입단하였다.
2018년 9월 30일 광주 FC와의 홈 경기에서 선발 명단에 이름을 올리며, 자신의 K리그 데뷔 무대이자 서울 이랜드에서의 첫 경기를 가지게 되었다.
2019년 3월 27일 부천 FC 1995와의 FA컵 3라운드 원정 경기에서 웨즐레이 알레스 마이올리누의 동점골에 도움을 기록하면서, 자신의 프로 첫 공격 포인트를 기록하였다.